# Eva
Eva  (in ebraico חַוָּה‎?) è il nome che Adamo, primo uomo secondo la Genesi 3,20, ha dato alla sua compagna dopo che l'aveva chiamata "donna".
La Bibbia dà di questi due nomi un'etimologia popolare. Eva viene fatto derivare da "vivente" o "che suscita la vita" (Madre dell'umanità). Il nome "donna" (‘iššhāh) viene considerato come forma femminile di ‘išh (= uomo). L'intendere donna come "uom-a" indica una relazione essenziale: sia per origine che per finalità, la donna costituisce una unità con l'uomo. A ciò allude anche il racconto di Genesi 2,18-22, secondo cui la donna è tratta dal fianco del primo uomo.
È venerata come santa della Chiesa cattolica, che la considera un personaggio realmente vissuto.

## Creazione di Eva

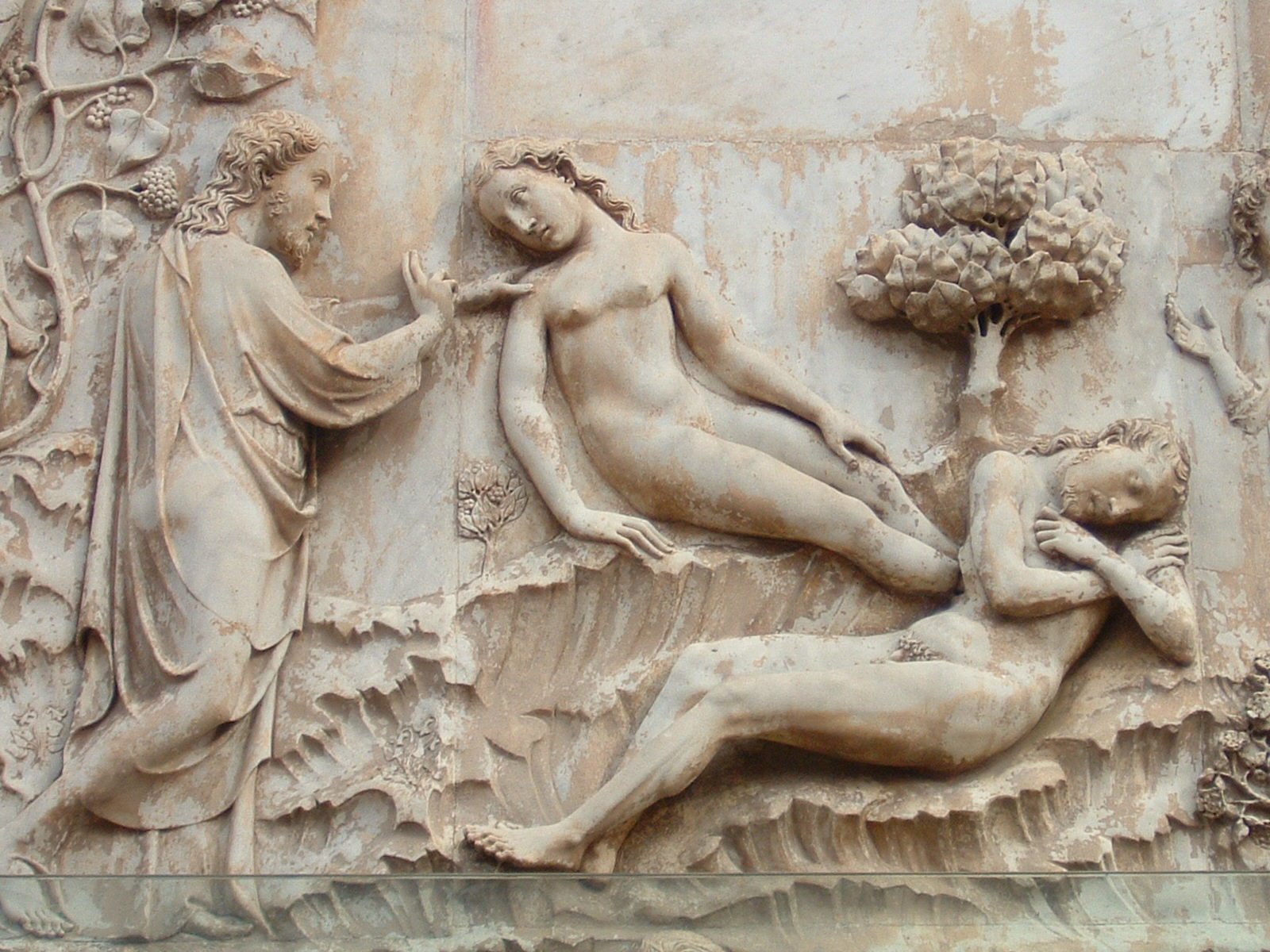
Eva viene estratta già formata dal fianco di Adamo (Lorenzo Maitani e bottega, dettaglio della facciata del duomo di Orvieto).

Secondo una prima versione della Genesi, Eva fu l'ultima creatura di Dio, contemporaneamente ad Adamo, il sesto giorno, dopo che erano stati creati piante, animali e uccelli e prima che il Signore si riposasse il settimo giorno.
Nel racconto del secondo capitolo, invece, Dio crea Eva per ultima, dopo Adamo, piante, animali e uccelli, estraendola dal fianco dell'uomo stesso. Il racconto ha lo scopo di affermare la consustanzialità dell'uomo e della donna (Gen 2,23) e l'indispensabilità della donna per l'uomo nel piano di Dio (Gen 2,18).

## Eva e il frutto proibito
Grazie all'anticipazione della nascita di Adamo, il racconto colloca il divieto di mangiare il frutto dell'albero della conoscenza del bene e del male prima della creazione di Eva, che nel seguito del racconto risulta anche essere male informata sui termini esatti del divieto (Gen 3,3) e perciò più facilmente preda delle lusinghe del serpente tentatore. Comunque, nella neotestamentaria Prima lettera a Timoteo, Paolo scrive: "La donna impari in silenzio, con tutta sottomissione. Non concedo a nessuna donna di insegnare, né di dettare legge all'uomo; piuttosto se ne stia in atteggiamento tranquillo. Perché prima è stato formato Adamo e poi Eva; e non fu Adamo a essere ingannato, ma fu la donna che, ingannata, si rese colpevole di trasgressione." (1Tm2,11-14), incolpando principalmente Eva per la trasgressione e l'aver indotto poi Adamo a peccare. Affermazioni neotestamentarie come questa vennero poi riprese dai cristiani dalla fine del I secolo e quindi da vari Padri della Chiesa e Dottori della Chiesa, nei secoli successivi, in senso oppressivo per la donna e Sant'Ambrogio (340-397) sosterrà in merito, riprendendo anche 1Tm2,11-14: "Adamo è stato indotto al peccato da Eva, non Eva da Adamo. È giusto che la donna accolga come padrone chi ha indotto a peccare". La disubbidienza di Adamo è poi determinata dal prestare maggior fede alle parole di un altro essere umano anziché alla parola di Dio e costituisce l'archetipo delle colpe dei suoi discendenti, fra cui Salomone (1 Re 11) e in generale tutto il popolo di Israele che si diede a culti idolatrici per seguire gli usi dei popoli circostanti. Il serpente che raggira Eva è il prototipo degli idoli delle mogli pagane di Salomone e degli dèi pagani, come Chemosh, che gli Israeliti adottarono da Ammoniti e Moabiti. Nelle culture mesopotamiche il serpente è un importante personaggio del pantheon pagano e il suo nome in ebraico è associato alla magia. L'assurda promessa che bastasse mangiare il frutto proibito per "diventare come dèi" è l'archetipo delle vane aspettative create dai culti magici degli dèi pagani.

## Nel cattolicesimo
La predicazione ufficiale della Chiesa cattolica segue tuttora la teoria del monogenismo, cioè considera Eva un personaggio realmente vissuto, al pari di Adamo e, con quest'ultimo, reali progenitori di tutta l'Umanità, sia nel "Catechismo della Chiesa cattolica" (Compendio del 2005, quesiti: 7, 75 e 76), sia nell'enciclica di Pio XII Humani Generis del 1950. 
 Questa scelta dottrinale (che non è un pronunciamento dogmatico) non manca di suscitare il dissenso di diversi teologi, in quanto "L'intenzione della dottrina della Chiesa di accentuare l'unità dell'umanità come entità teologica, può essere soddisfatta anche senza il presupposto di un monogenismo biologico".
La lentezza della Chiesa nel definire una nuova posizione dottrinale e una lettura semplificata del testo biblico hanno suscitato l'ilarità dello storico del Cristianesimo Remo Cacitti, che in merito afferma: "Che la colpa di un remoto e mitico progenitore ricada su tutti i discendenti attraverso i secoli può risultare credibile solo in base a un'obbedienza dogmatica. La Chiesa, però, continua a ritenerla centrale nella sua dottrina, come ribadisce anche l'ultimo catechismo, che definisce il peccato originale «un fatto accaduto all'inizio della storia dell'umanità». Un «fatto», dunque, nonostante le ricerche abbiano restituito a quel racconto il suo carattere mitico. Tanto più che la creatura uscita dalle mani di Dio «a sua immagine e somiglianza», cede al peccato alla prima tentazione offerta da un improbabile serpente che parla. Come ha scritto il teologo Vito Mancuso, davanti a una tale fragilità «bisognerebbe parlare di un difetto di fabbricazione»".

## Esegesi ebraica
Una raccolta delle tradizioni su Adamo contenute nella Mishnah e nel  Talmud si trova nell'opera di Louis Ginzberg The Legends of the Jews (7 volumi, 1909-1938) 
- Il serpente decise di tentare Eva e non Adamo per la facilità nel convincere le donne e far loro "cambiare idea".
- Dopo il peccato, quando vide l'angelo Samael, Eva capì che sarebbe morta.
- Eva decise che anche Adamo dovesse peccare come lei stessa per il timore che, dopo la sua morte, lui potesse trovare un'altra compagna; invero uno dei motivi per cui Adamo cedette fu il discorso di Eva sull'impossibilità che questo avvenisse dicendo: "se io vivo, vivi anche tu... ma se io muoio tu resterai solo...", fu per questo che Adamo decise di vivere e morire "assieme" ad Eva. (Midrash Bereshit Rabbah 19, 8)
- Le sette maledizioni e la morte contro Eva (Pirke Derabbi Eliezer 14):
  - sofferenza e "sacrifici" per l'educazione e l'allevamento dei figli;
  - afflizione e sconforto nelle gravidanze;
  - dolori nel parto;
  - dominio del marito su di lei;
  - "custodirai però il desiderio nel tuo cuore";
  - relegata in casa e divieto di apparire in pubblico a capo scoperto;
  - divieto di essere ammessa a testimoniare davanti al Beth Din per essere menzognera;
  - "infine dovrai morire"
- I modi per riparare all'errore fatto da Eva sono oggi per le donne ebree l'accensione dei lumi prima dello Shabbat ed anche di alcune festività ebraiche (cfr Berakhot e Qiddush), il prelevamento della Challah dal pane ed il rispetto delle leggi di Niddah, anche attraverso la Tevilah nel Mikveh.
- Soprattutto prima del peccato originale Eva era molto bella, di bellezza celeste.

## Figli
Con Adamo ebbe Caino, Abele, Set e generò ancora altri figli e figlie (5). La tradizione biblica narra che i figli furono tra 14 e 140 .

## Galleria d'immagini

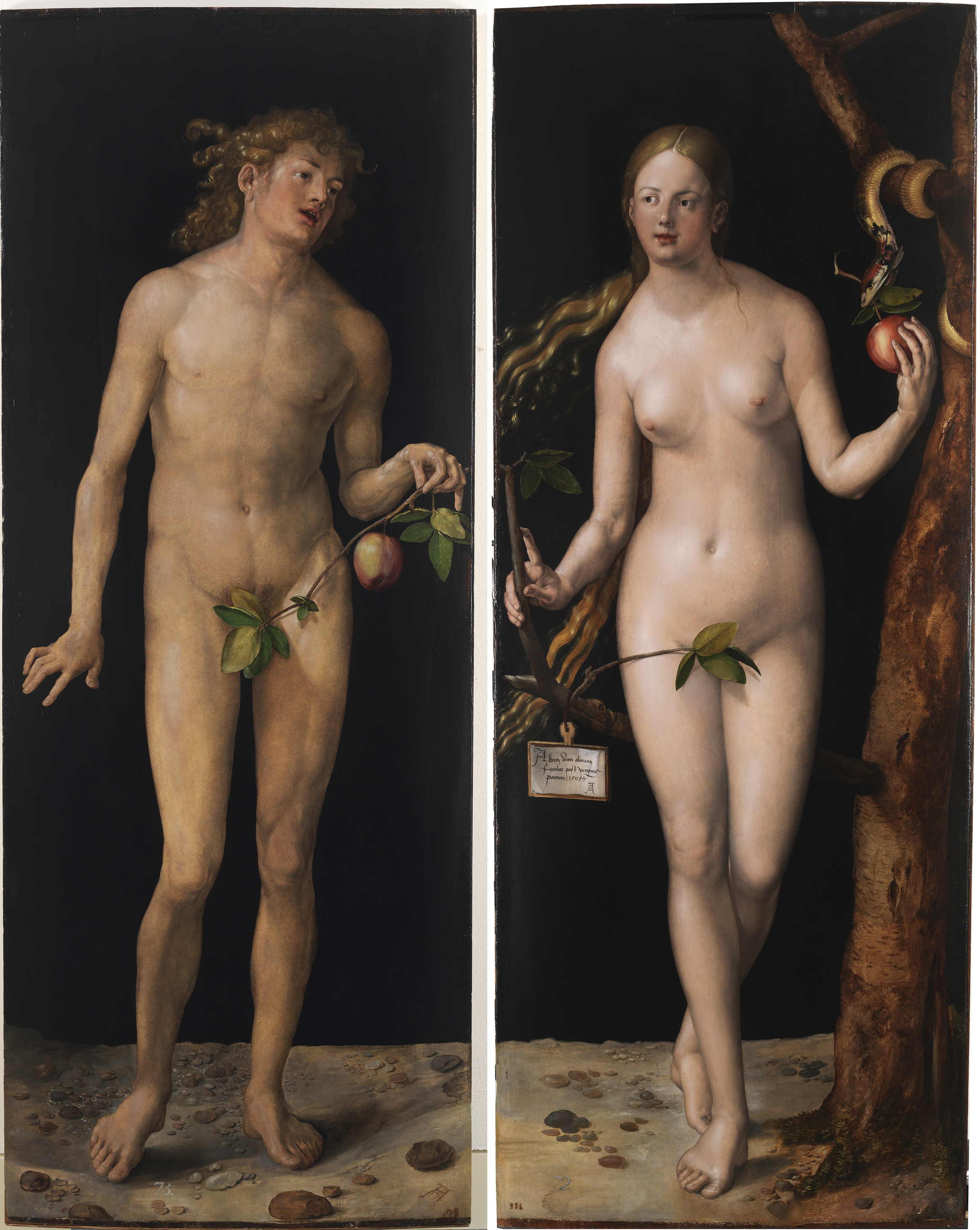
Adamo ed Eva, in un dipinto di Albrecht Dürer
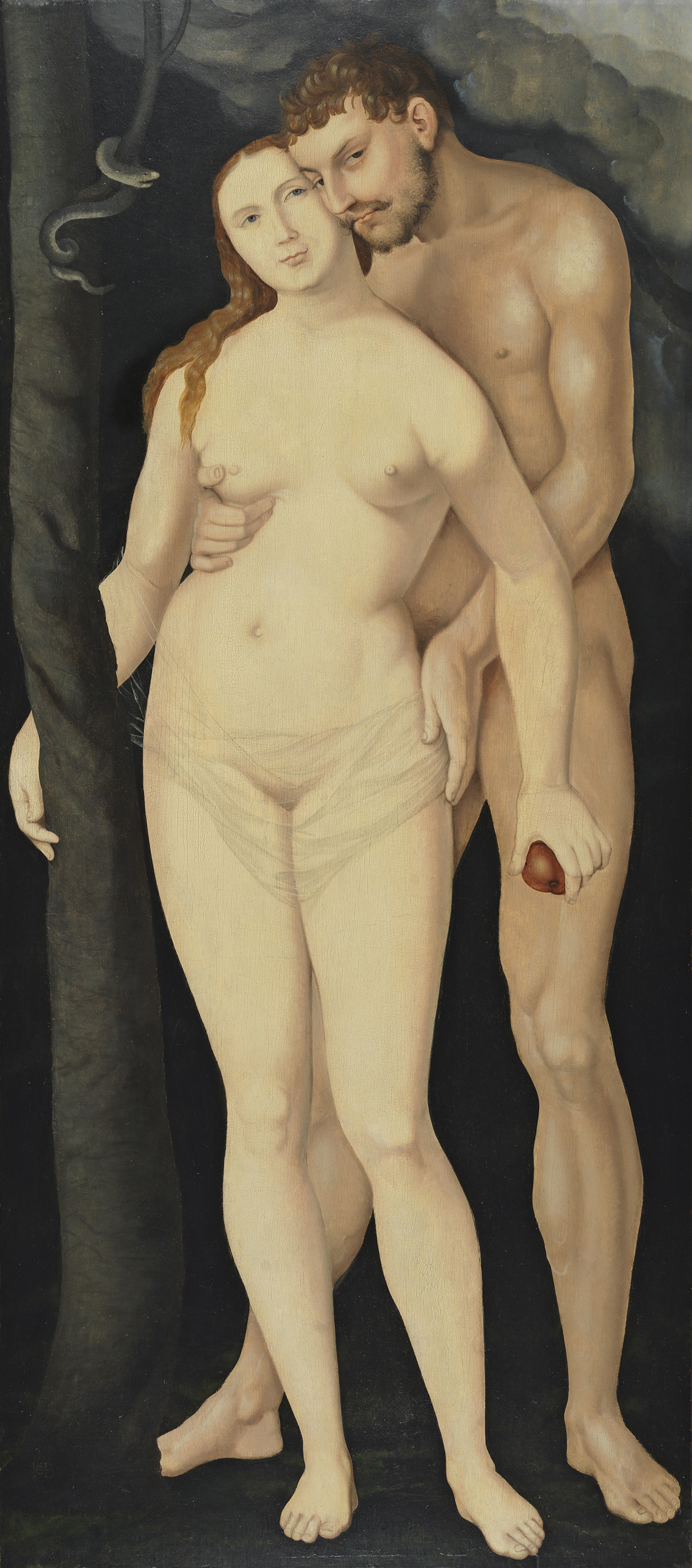
Adamo ed Eva, Hans Baldung, circa 1531
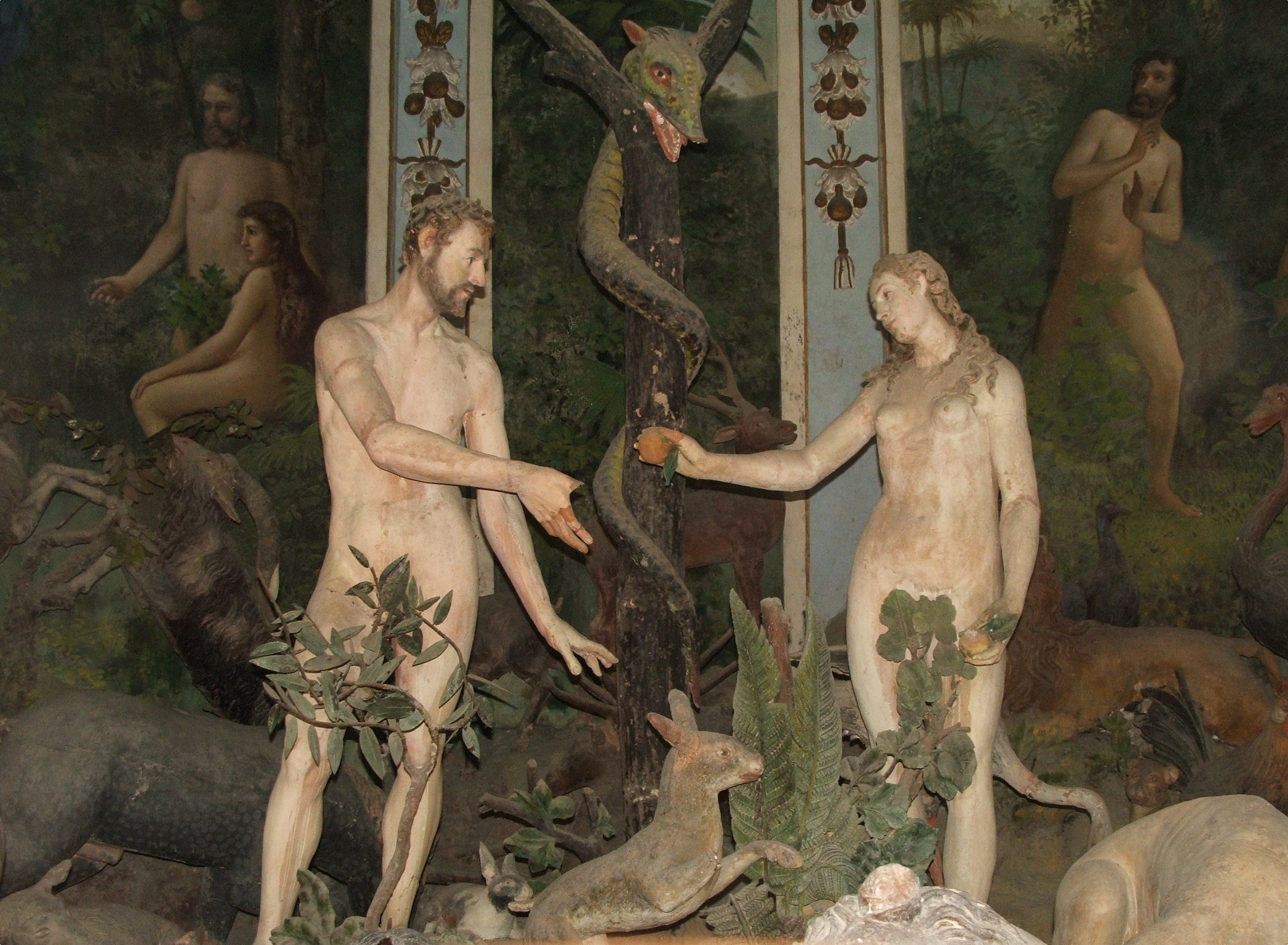
Sacro Monte di Varallo, Cappella I Il peccato originale: Adamo ed Eva, statue del Tabacchetti
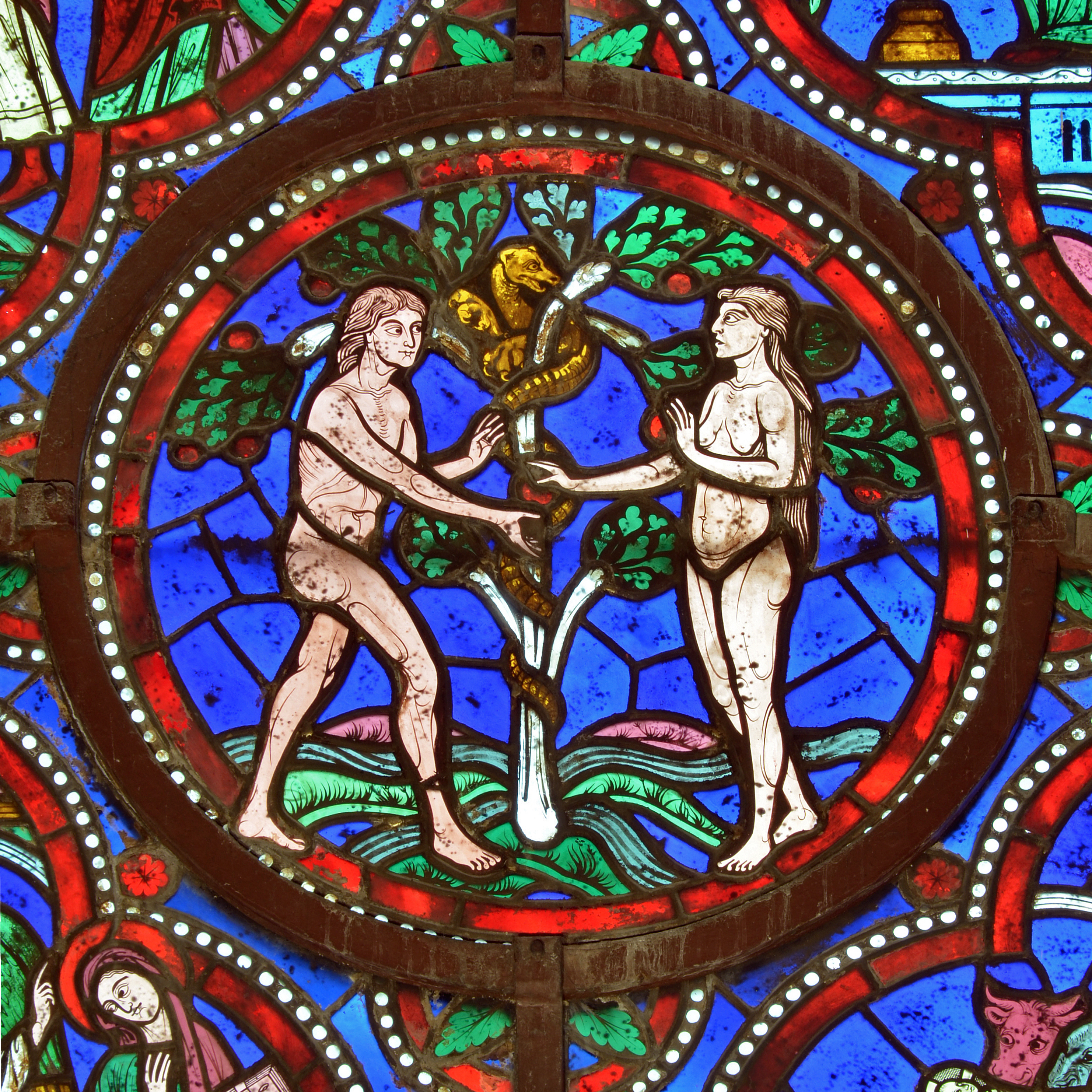
Adamo ed Eva, vetrata della Cattedrale di San Giuliano (Le Mans).

### Riferimenti
1. ↑  Per l'etimologia vedere Arvid S. Kapelrud, voce hawwâ, in G. Johannes Botterweck e Helmer Ringgren (a cura di), Grande Lessico dell'Antico Testamento, Brescia, Paideia, 1988, Volume II, colonne 842-846.
2. ↑   Gn 3,20, su La Parola - La Sacra Bibbia in italiano in Internet.
3. ↑   Gn 2,18-22, su La Parola - La Sacra Bibbia in italiano in Internet.
4. ↑   Simonelli Cristina, Eva, la prima donna. Storia e storie, Bologna: Il Mulino 2021, pp. 172.
5. ↑  Cfr: sottostante sezione "Nel cattolicesimo"
6. ↑   Gen1,26-28, su laparola.net.
7. ↑   Gen1,11-13; 1,20-25, su laparola.net.
8. ↑   Gen2,2-3, su laparola.net.
9. ↑  Bart Ehrman, L'Antico Testamento, Carocci Editore, 2018, p. 85, ISBN 978-88-430-9350-2.
10. ↑   Gen2,4-7, su laparola.net..
11. ↑   Gen2,8-15, su laparola.net..
12. ↑   Gen2,18-20, su laparola.net..
13. ↑   Gen2,21-25, su laparola.net..
14. ↑   1Tm2,11-14, su La Parola - La Sacra Bibbia in italiano in Internet.
15. ↑  Si vedano ad esempio, nel Nuovo Testamento, i passi:  Ef5,22-24, su laparola.net.;  1Cor11,2-10, su laparola.net.;  1Cor14,34-35, su laparola.net.;  Tito2,3-5, su laparola.net.;  Col3,18, su laparola.net.;  1Tim5,5-6, su laparola.net.;  1Piet3,1-6, su laparola.net..
16. ↑  Bart Ehrman, Gesù non l'ha mai detto - Millecinquecento anni di errori e manipolazioni nella traduzione dei vangeli, Mondadori, 2007, pp. 209-212, ISBN 978-88-04-57996-0.
17. ↑  Dacia Maraini, Chiara di Assisi: Elogio della disobbedienza, Rizzoli, 2016, ISBN 978-88-586-7101-6
18. ↑  Rosalind Miles, Chi ha cucinato l'ultima cena?: Storia femminile del mondo, 2009, ISBN 978-88-619-2750-6.
19. ↑  Bart Ehrman, Il Nuovo Testamento, Carocci Editore, 2015, pp. 420-437, ISBN 978-88-430-7821-9.
20. ↑  Walter Peruzzi, Il cattolicesimo reale. Attraverso i testi della Bibbia, dei papi, dei dottori della chiesa, dei concili, Odradek, 2008, Parte I cap. III, ISBN 978-88-869-7397-7.
21. ↑  "7. Quali sono le prime tappe della Rivelazione di Dio? Dio, fin dal principio, si manifesta ai progenitori, Adamo ed Eva, e li invita ad un'intima comunione con lui. Dopo la loro caduta, non interrompe la sua rivelazione e promette la salvezza per tutta la loro discendenza. Dopo il diluvio, stipula con Noè un'alleanza tra lui e tutti gli esseri viventi."
22. ↑  "75. In che cosa consiste il primo peccato dell'uomo? L'uomo, tentato dal diavolo, ha lasciato spegnere nel suo cuore la fiducia nei confronti del suo Creatore e, disobbedendo Gli, ha voluto diventare «come Dio» senza Dio, e non secondo Dio (Gn 3,5). Così Adamo ed Eva hanno perduto immediatamente, per sé e per tutti i loro discendenti, la grazia originale della santità e della giustizia."
23. ↑  "76. Che cos'è il peccato originale? Il peccato originale nel quale tutti gli uomini nascono è lo stato di privazione della santità e della giustizia originali. È un peccato da noi «contratto», non «commesso»; è una condizione di nascita, e non un atto personale. A motivo dell'unità di origine di tutti gli uomini, esso si trasmette ai discendenti di Adamo con la natura umana, «non per imitazione, ma per propagazione». Questa trasmissione rimane un mistero che non possiamo comprendere."
24. ↑  Herbert Vorgrimler, Nuovo Dizionario Teologico, EDB Bologna 2004, p. 445.
25. ↑  Corrado Augias e Remo Cacitti, Inchiesta sul cristianesimo, Mondadori, 2012, pp. 230-231, ISBN 978-88-04-59702-5.
26. ↑  Vedere nel primo volume il capitolo II Adam, pp. 1-46, in particolare le sezioni da p. 64 a 100.
27. ↑   Ge 5, su La Parola - La Sacra Bibbia in italiano in Internet.
28. ↑  Arturo Graf, Miti, leggende e superstizioni del Medio Evo